# Hawraman
Hawraman ali  Avroman,  (kurdsko ههورامان, romanizirano Hewraman, perzijsko اورامان ) je gorato območje v regijah Kurdistan in Kermanšah v zahodnem Iranu in v severovzhodni avtonomni regiji Kurdistanu v Iraku. Glavni del območja Hawraman je v Iranu in obsega dva dela srednje-vzhodne doline (Žavaro in Taht, v regiji Kurdistan) in Zahodno dolino (Lahon, v provinci Kermanšah). Način človekovega bivanja v teh dveh dolinah se je skozi tisočletja prilagajal surovemu gorskemu okolju. Večstopenjsko načrtovanje in arhitektura strmih pobočij, vrtnarjenje na suhih kamnitih terasah, živinoreja in sezonska vertikalna migracija so med značilnostmi lokalne kulture in življenja kurdskega ljudstva Hawrami, ki prebiva v nižinah in visokogorju v različnih letnih časih leta. 27. julija 2021 je bil del regije Hawraman skupaj z Uramanatom vpisan na Unescov seznam svetovne dediščine kot kulturno območje pod naslovom »Kulturna krajina Uramanat/Hawraman«.
Beseda havraman je sestavljena iz dveh delov, Havra pomeni Ahoora in Man pomeni 'hiša, položaj'. Hawraman je regija Ahooramzda. howr v Avesti pomeni sonce, v tem primeru bi bilo Havraman prevedeno kot 'ozemlje sonca'.
Vas Oraman Takht je v središču okrožja Oraman na jugozahodu regije Kurdistan in tam vsako leto poteka slovesnost Pir Šaliar. Po ljudskem prepričanju je bil Havraman veliko mesto in je imel vidno središče, zaradi česar so ga imenovali prestol ali središče vlade, starodavne iranske religije pa so v zgodovinskem spominu prednikov ljudstva tej regiji in so ohranjene; in še vedno zgodovinski spomini ljudi, ki izhajajo iz prednikov, izvajajo zgodovinske obrede in jih močno častijo. Jezik, kultura in običaji ljudi izražajo to starodavno zgodovino. V tej regiji so pred islamsko dobo poučevali vero Zartošti. Jezik je izpeljan iz sasanidkega Pahlavi.
Havraman ima veliko izvirov in rek, katerih voda se večinoma izliva v reko Sirvan. Izvir Bil (ali Kani Bil) je eden od teh izvirov, ki ima pretok okoli 3000-4000 litrov na sekundo. Reka, ki nastane iz izvira Bil, je najkrajša reka na svetu s skupno dolžino 15 metrov. Gradnja jezu Darian na reki Sirvan med letoma 2009 in 2015 se je začela s programom arheološkega reševanja Darian Dam, ki je vodil do odkritja številnih arheoloških najdišč pred polnjenjem rezervoarja.

## Arheologija in zgodovina

### Prazgodovina
Najzgodnejši arheološki dokazi kažejo, da je bila regija naseljena s človekom že od srednjega paleolitika (pred več kot 40.000 leti). Te dokaze so odkrili arheologi blizu vasi Hadžidž ter med vasema Nav in Asparez v dolini reke Sirvan. Te najzgodnejše najdbe vključujejo kamnita orodja, ki so jih izdelali neandertalci ali zgodnji moderni ljudje. Dokazi o poselitvi iz poznega paleolitika, so bili odkriti v jamskem najdišču Kenačeh v dolini Perdi Mala. Glavna najdišča izkopavanj so bila v skalnem zavetišču Dārāi (srednji paleolitik), jama Kenāčeh (zgornji paleolitik), grobnica Ruvār (železna doba), Sar Čam (bronasta in železna doba) in Barda Mār (19. stoletje). Razen najdišč Ruvar so bila vsa ostala izkopana najdišča v letih 2015–2016 poplavljena. Na jugu Hawramana je bilo zabeleženih več paleolitskih najdišč, kjer so paleolitski lovci uporabljali dve skalni zatočišči za sezonsko ali kratkotrajno bivanje v bližini vasi Šamšir in Zardui v obdobju, ki ga arheologi imenujejo srednji paleolitik.

### Zgodovinska obdobja
Napis na prelazu Tang-i Var blizu vasi Tang-i Var kaže, da so regijo zasedli Asirci med svojimi vojaškimi pohodi v Zagros. Ta kraljevi napis pripada Sargonu II., asirskemu kralju (721–705 pr. n. št.).
V regiji so bili leta 1909 najdeni Havramanski pergamenti, komplet treh dokumentov iz selevkidskega in partskega obdobja. Odkrili so jih v jami na gori Kuh-e Salan blizu vasi Šar Havraman in jih nato poslali v London. Dokumenti izvirajo iz let 88/87 pr. n. št. do 33 n. št., pri čemer sta dva napisana v grščini in eden v partščini. Dokumentirajo prodajo vinograda in druge posesti ter vključujejo imena Pātaspaka, sina Tīrēna, in Avīla, sina Baænīna.
Povsod v Havramanu se izvajajo tudi starodavna obredja, regija pa je dom starodavnih svetih krajev vere Jarsan. Nekateri učenjaki verjamejo, da ima ime Havraman ali Huraman močne povezave s starodavno zoroastrsko vero in trdijo, da ime morda izvira od Ahuramana ali Ahura Mazda. Ahura Mazda je ime Boga v starodavnem indoiranskem avestanskem jeziku in izhaja iz starodavne zoroastrske vere, ki jo še vedno izvaja majhno število ljudi v regiji. Številna območja v havramanski regiji naj bi bila romarska mesta za zoroastrijce pred prihodom islama. Eden najstarejših dokazov iz islamskega obdobja je Negel Koran. Usnjen Koran, napisan v kufski pisavi s pozlačenimi robovi strani, je iz 4. stoletja po hidžri (913 n. št. – 1009 n. št.), ki ga hranijo v mošeji v vasi Negel.

## Kultura
Prebivalci Havramana so kurdsko ljudstvo, ki govori narečje Hawrami goranskega jezika. Tradicionalna oblačila za ženske so telovnik ali suknjič z dolgimi rokavi ali dolg plašč, ki se nosi čez obleko. Pod obleko se nosi spodnja obleka in napihnjene hlače. Tradicionalno so ženske nosile kurdske klobuke, okrašene s cenjenimi barvnimi kamni, perlami in zlatimi kosi. Običajno mlajše ženske in mlada dekleta nosijo obleke živih barv, okrašene s številnimi perlicami in bleščicami, starejše ženske pa nosijo temnejše barve in belo pokrivalo. Hawrami moški običajno nosijo srajco, telovnik z odprtim vratom in široke hlače, oprijete do gležnjev. Bombažni pas, dolg 3–4 m, je po dolžini prepognjen na polovico in tesno ovit okoli trupa na pasu. Moški so nosili tudi tradicionalne rjave klobučevine s koničastimi rameni, imenovane Kolabal.
Sijav Čemane je slog petja, ki ga izvajajo Kurdi hawramskega ljudstva in pomeni temne oči. Izvaja se brez uporabe kakršnih koli instrumentov, z izjemo občasne uporabe kurdskega ročnega bobna ali daffa. Danes se slog uporablja predvsem za pripovedovanje zgodb in zabavo.

## Prostoživeče živali
Hawraman je dom različnih živalskih vrst, vključno s perzijskim leopardom (Panthera pardus tulliana), rjavim medvedom (Ursus arctos), muflonom (Ovis orientalis orientalis), volkom (Canis lupus) in divjo kozo (Capra aegrarus), ki jih lahko najdemo po vsej regiji. Zaščiteno območje Buzin in Markhil (kurdsko: بوزین و مارخێڵ) je na jugozahodu Hawramana v okrožjih Paveh in Javanrud v provinci Kermanshah. Lov in streljanje sta prepovedana, leta 1999 pa je bilo registrirano kot zavarovano območje.

### Kulturna krajina Uramanat
Kulturna krajina Hawraman ali kulturna krajina Uramanat sta 26. kulturna dediščina Irana. Območje je v provincah Kurdistan in Kermanšah ob zahodni meji Irana.
Vasi Uramanat so v goratih provincah Kermanšaha in Kurdistana v Iranu ter guvernatu Halabja v iraškem Kurdistanu. Vasi so edinstvene po arhitekturi, življenjskem slogu in kmetijski metodologiji. Vasi so povezane z naravo z vključevanjem kmetijstva na strmih pobočjih. 12 vasi, vključenih v posest, ponazarja razvijajoče se odzive ljudstva Hawrami na pomanjkanje produktivne zemlje v njihovem gorskem okolju skozi tisočletja.
To območje je bilo prvič dodano na Unescov poskusni seznam svetovne dediščine 9. avgusta 2007. 27. julija 2021 je bilo skupaj z delom regije Hawraman uradno vpisano na seznam svetovne dediščine kot kulturno območje pod imenom »Kulturna krajina Hawraman/Uramanat«.

## Galerija
- Otrok Hawrami v kurdskih oblačilih
- Kurdski ples v Hawramanu, Kurdistan
- Tipična pokrajina regije Havraman, Kurdistan
- Kurdsko blago iz Hawramana
- Skupina kurdskih moških s tradicionalnimi oblačili v Havramanu v Kurdistanu
- Poročni obred v kurdski vasi
- Moški Havrami v tradicionalnih oblačilih, Kurdistan
- Kurdska novoletna slovesnost ob Nevrozu, vas Palangan, Havraman, Kurdistan